# Rhaebo lynchi
Rhaebo lynchi är en groddjursart som beskrevs av Jonh Jairo Mueses-Cisneros 2007. Rhaebo lynchi ingår i släktet Rhaebo och familjen paddor. IUCN kategoriserar arten globalt som otillräckligt studerad. Inga underarter finns listade i Catalogue of Life.